# Konráð Gíslason
Konráð Gíslason (Skagafjörður, 3 de julho de 1808 — 26 de janeiro de 1891) foi um gramático e filólogo islandês, um dos Fjölnismenn, grupo de de intelectuais que liderou o movimento pela Independência da Islândia no século XIX. Ele foi, por indicação real, membro da Assembleia Constituinte Dinamarquesa em 1849.
Konráð queria adaptar a grafia islandesa à pronúncia real e introduziu um novo sistema de grafia islandesa na segunda edição do jornal Fjöln. No entanto, sua ideia não repercutiu entre os leitores do periódico e ele a abandonou posteriormente. Em seguida, recebeu uma bolsa do Instituto Arnamagnæan e passou anos trabalhando num dicionário dinamarquês-islandês, publicado em 1851. Ele foi professor de filologia nórdica na Universidade de Copenhague.